# Veřejné výdaje
Veřejné výdaje jsou souhrnné finanční prostředky vynaložené vládou daného státu na různé účely (obrana, bezpečnost, policie, zdravotnictví, sociální politika, platy státních úředníků, vzdělání, zahraniční politika, apod.).
Sledují se za účelem zjištění hrubého domácího produktu metodou výdajovou.

Veřejné výdaje jsou představovány třemi kategoriemi:
- Vládní spotřeba běžných a kapitálových statků a služeb – například stavba infrastruktury, platy učitelům, policistům, hasičům a státním zaměstnancům (pracovníci poskytují ve svém zaměstnání službu státu, za kterou jsou placeni, spotřeba proto, že jejich vzácný čas nemůže využít soukromý sektor, nejedná se tedy o transfer, ale o obchod), tyto výdaje jsou nákupy vstupů ze strany veřejného sektoru.
- Transferové výdaje – představují výdaje jednotlivcům, bez směny zboží a služeb, patří sem například výdaje na penze, subvence, dávky v nezaměstnanosti apod.
- Platba úroků za státní dluhopisy a pokladniční poukázky

Veřejné výdaje jsou financovány zejména daněmi a vládními půjčkami. Když si vláda půjčuje, vytváří tím zpravidla státní dluh. Jak stát nastavuje míru daní a veřejných výdajů je součástí fiskální politiky, která má za cíl stabilizovat státní ekonomiku.

## Historie
Historicky byly vládní výdaje ve vztahu k HDP velmi nízké (0–20%) až do První světové války, což stačilo k základnímu fungování, jako je udržování pořádku a vynutitelnost práva. V období mezi lety 1915–1945 byli výdaje velmi nestálé. To platilo hlavně pro státy, které se výrazně angažovaly ve světových válkách, jejichž výdaje na armádu a obranu se často měnily. Po Druhé světové válce se veřejné výdaje postupně zvedaly, což bylo způsobeno zejména rostoucími sociálními výdaji. Přibližně od roku 1980 začal růst v industrializovaných zemích zpomalovat a dnes se v těchto zemích pohybuje okolo 50%.
| Stát                   | 1850 | 1860 | 1870 | 1880  | 1890  | 1900  | 1910  | 1920 | 1930  | 1940 | 1950  | 1960  | 1970  | 1980  | 1990  | 2000  | 2010  |
| ---------------------- | ---- | ---- | ---- | ----- | ----- | ----- | ----- | ---- | ----- | ---- | ----- | ----- | ----- | ----- | ----- | ----- | ----- |
| Alžírsko               |      |      |      |       |       |       |       |      |       |      |       |       |       |       | 25,71 | 28,57 | 36,89 |
| Česko                  |      |      |      |       |       |       |       |      |       |      |       |       |       |       |       | 41,65 | 43,74 |
| Japonsko               |      |      |      | 0,86  | 0,78  | 1,01  | 3,12  | 1,93 | 2,89  | 3,99 | 15,86 | 18,35 | 20,25 | 33,45 | 30,05 | 37,28 | 39,83 |
| Německo                |      |      |      | 10,31 | 16,31 | 17,85 | 19,47 |      | 16,34 |      | 27,17 | 22,94 | 39,46 | 48,23 | 44,73 | 45,10 | 47,87 |
| Polsko                 |      |      |      |       |       |       |       |      |       |      | 21,64 | 39,20 | 25,83 |       |       | 41,08 | 45,37 |
| Rakousko               |      |      |      | 11,36 | 13,45 | 15,59 | 17,33 |      | 19,80 |      | 36,36 | 36,29 | 39,54 | 50,01 | 51,51 | 51,94 | 52,53 |
| Slovensko              |      |      |      |       |       |       |       |      |       |      |       |       |       |       |       | 36,87 | 39,97 |
| Spojené státy americké | 1,56 | 1,41 | 3,80 | 2,24  | 2,19  | 2,70  | 2,19  | 7,30 | 3,64  | 8,94 | 13,44 | 28,29 | 32,30 | 34,29 | 37,20 | 33,88 | 42,46 |

## Klasifikace
Veřejné výdaje je možné dělit podle různých hledisek:
- druhově (výdaje běžné, kapitálové)
- odvětvově (výdaje na školství, zdravotnictví apod.)
- dle návratnosti (návratné, nenávratné)
- dle úrovně veřejných rozpočtů (obecní, krajské, státní)
- dle obligatornosti plnění
  - mandatorní – výdaje, které má stát povinnost zajistit na základě právní normy či smluvního závazku (nemocenské dávky, sociální dávky, podpora nezaměstnanosti atd.)
  - kvazimandatorní – výdaje, které stát nemá povinnost zajistit, ale jsou považovány za nezbytně nutné (platby státních zaměstnanců, výdaje na obranu atd.)
  - nemandatorní – výdaje, které nejsou ani povinné ani nezbytně nutné (silniční infrastruktura, školství, sport atd.)

## Funkce veřejných výdajů
- Alokační – rozhodování o umístění veřejných výdajů, jejich velikosti a struktuře
- Redistribuční – přerozdělování, které má vést ke zmírnění sociálních a důchodových nerovností ve společnosti
- Stabilizační – nástroj k dosažení plné zaměstnanosti a ekonomického růstu[3]

## Základní principy veřejných výdajů
Principy veřejných výdajů slouží jako vodítko pro zákonodárce při rozhodování, jak utratit veřejné peníze.

#### 1) Princip maximálního sociálního benefitu
Smyslem této zásady je, aby byly veřejné peníze využívány takovým způsobem, aby zajistili co největší sociální blaho. Toto blaho by nemělo cílit na žádné určité skupiny, ale být co možná nejdostupnější pro každého občana.

#### 2) Princip ekonomie
Žádnými prostředky by se nemělo plýtvat. Ačkoliv se má docílit co největšího sociálního blaha, mělo by se také postupovat efektivně.

#### 3) Kánon sankcí
Kánon sankcí říká, že by se mělo předem určit, na co budou peníze použity, aby se předcházelo jejich zneužívání.

#### 4) Kánon elasticity
Veřejné výdaje by měly být elastické. To znamená, že by mělo být možné výdaje přizpůsobit na základě potřeb.

#### 5) Kánon přebytku
Stát by neměl mít větší výdaje než příjmy a na konci každého roku by mu měl zůstat nějaký přebytek. Jinými slovy by stát neměl být v deficitu.

#### 6) Zamezení negativních efektů na produkci a distribuci
Veřejné výdaje by měly mít kladný vliv na produkci a distribuci blaha ve společnosti nebo alespoň nemít vliv záporný. Například by neměly obohacovat bohaté na úkor chudších.

## Příčiny růstu veřejných výdajů
- Geografické faktory – živelní katastrofy
- Demografické faktory – populační vlny
- Urbanistické faktory – městský způsob života
- Technicko – technologické faktory
- Sociální faktor – sociální stát
- Změna preferencí vlivem růstu důchodu na hlavu
- Inflace
- Demonstrační efekt
- Fiskální iluze – občané nedokáží odhadnout náklady a užitky z poskytování veřejných statků

## Fiskální politika
Fiskální a monetární politiky jsou užitečnými vládními nástroji k ovlivňování hospodářství. Zatímco monetární politika se zabývá ovlivňováním hodnoty peněz, fiskální se soustřeďuje na daně a výdaje. Je založena na učení britského ekonoma Johna Maynarda Keynese, autora Keynesiánské ekonomie. Ta například říká, že zvýšením vládních výdajů docílíme zvýšení agregátní poptávky a zvýšení spotřeby, což může pomoct se zotavením z recese. Cílem každé vlády je potom najít ideální stav mezi mírou zdanění a výší vládních výdajů tak, aby byl ekonomický výsledek co nejpříznivější.
Rozlišujeme tři typy fiskální politiky:
- expanzivní fiskální politika – veřejné výdaje jsou vyšší než vybrané daně
  - Používá se zejména v recesi za účelem stimulace ekonomiky.
- restriktivní fiskální politika – vybrané daně jsou vyšší než veřejné výdaje
  - Snižuje státní dluh na úkor zpomalení ekonomiky.
- neutrální fiskální politika – veřejné výdeje jsou skoro stejné jako vybrané daně
  - Zejména, když není recese ani ekonomická expanze. V praxi se s ním setkáme ale jen zřídka.

## Výdaje nižších samosprávných celků
Výdaje nižších samosprávných celků tvoří čtvrtinu veřejných výdajů. Státy s vyšším hrubým národním příjmem mají vyšší podíl veřejných výdajů pro nižší samosprávné celky než státy s nižším hrubým národním příjmem. Jádrem výdajů nižších samosprávných celků jsou vzdělání, sociální ochrana, všeobecné činnosti veřejné správy a zdravotnictví. 36 % výdajů nižších samosprávných celků tvoří výdaje na zaměstnance. Veřejné investice nižších samosprávných celků představují celosvětově 1,3 % HDP. Dotace, či transfery tvoří více než polovinu výnosů nižších územně samosprávných celků. V celosvětovém průměru se nižší samosprávné celky podílí na daňových výnosech 14,9 %. Míra daňových výnosů nižších samosprávných celků je v různých zemích různá. Například v Argentině, Kanadě, Indii a Švýcarsku je vyšší než 50 % celkových daňových výnosů dané země. Státy zpravidla nechávají na samosprávách nastavení výše daně z nemovitosti. Nižší samosprávy se mohou zadlužit jen do určité míry.

### Úkoly nižších samosprávných celků

#### Obce a města
- Školství (jesle, mateřské školy, základní školy)
- Územní plánování na úrovni města
- Správa vodovodů a kanalizací
- Výstavba a údržba místních komunikací, městská mobilita
- Sociální věci (podpora rodin, dětí, seniorů, invalidů, chudých)
- Prevence a primární péče
- Sport a kultura
- Městská policie, hasiči
- Rozvoj lokální ekonomiky, cestovní ruch, veletrhy
- Životní prostředí (zelené plochy)
- Sociální bydlení
- Činnosti veřejné správy

#### Střední úroveň
- Střední školy, speciální školy
- Nemocnice
- Odpadové hospodářství
- Veřejná hromadná doprava
- Výstavba a údržba silnic
- Životní prostředí

#### Regiony
- Vyšší vzdělání
- Územní plánování
- Inovace a regionální hospodářský rozvoj
- Zdravotnictví (sekundární péče)
- Služby pro nezaměstnané, sociální začleňování
- Výstavba a údržba silnic
- Veřejná hromadná doprava
- Kultura, památková péče, cestovní ruch
- Ochrana životního prostředí
- Sociální bydlení
- Veřejná bezpečnost – policie, civilní obrana

## Veřejné výdaje z hlediska odvětví
Jakým způsobem vláda rozděluje peníze do jednotlivých odvětví, je dané státním rozpočtem schvalovaným poslaneckou sněmovnou zpravidla každý rok. Státní rozpočet kromě rozdělení výdajů obsahuje také odhad příjmů z jednotlivých zdrojů. Mezi nejdůležitější odvětví patří sociální výdaje, zdravotnictví, infrastruktura, státní obrana, vývoj a výzkum nebo školství.

### Školství a mládež
Není překvapením, že značná část rozpočtu jde do školství. Vzhledem k tomu, že má být vzdělání přístupné každému, musí být financované státem. V některých zemích je zdarma dokonce i vysokoškolské vzdělání, jako například v České republice.

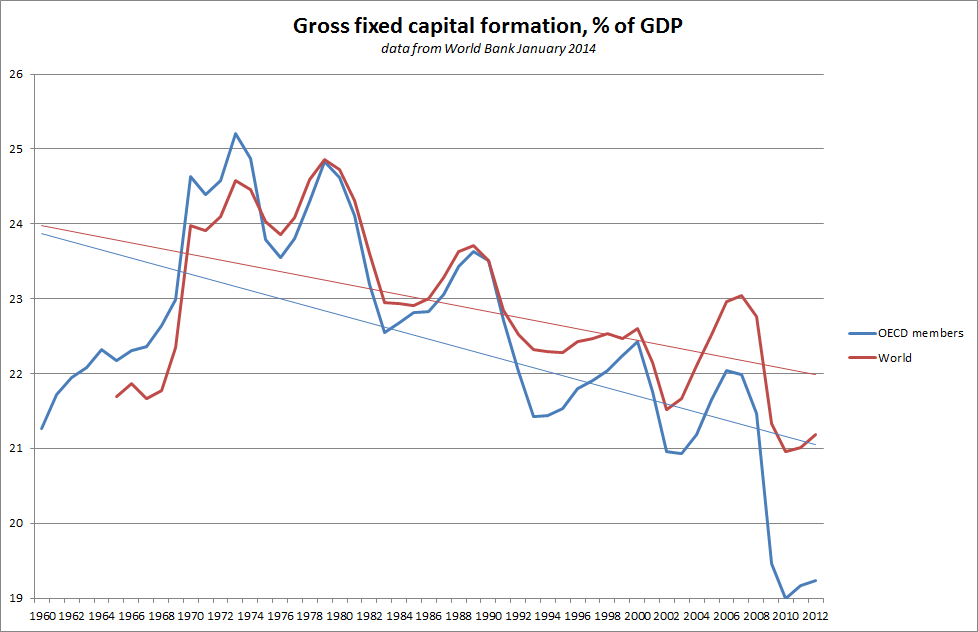
Tvorba hrubého fixního kapitálu jako procento HDP

### Tvorba hrubého fixního kapitálu
Tvorba hrubého fixního kapitálu (THFK) je makroekonomický koncept, který říká, že investování do infrastruktury a výzkumu nám bude v budoucnu prospívat. Lze ho také chápat jako vládní investice. Jedná se zřejmě o největší část veřejných výdajů (v ČR se pohybuje okolo 25–30 %). Příkladem jsou silnice, železnice, budovy, mosty, vybavení atd. Stát investuje do těchto složek zejména proto, že to v dlouhodobém měřítku šetří peníze, tedy je to výhodné.

### Zdravotnictví a lékařský výzkum

Výdaje na zdravotnictví k procentu HDP v zemích G20

Jednou z nejdůležitějších kapitol (i dle australského výzkumu) je zdravotnictví. Výdaje ve vztahu k HDP se v jednotlivých zemích pohybují přibližně mezi 5–15 %. Důležitým argumentem je také fakt, že investice do zdravotnictví a lékařského výzkumu se zpravidla vyplácí. Dostupnost lékařské péče zvyšuje pracovní sílu, což platí i pro výzkum v dlouhodobém měřítku.
| Země               | Výdaje na zdravotnictví jako % HDP |
| ------------------ | ---------------------------------- |
| Austrálie          | 9.28                               |
| Belgie             | 10.32                              |
| Česko              | 7.65                               |
| Chile              | 9.14                               |
| Dánsko             | 10.07                              |
| Estonsko           | 6.69                               |
| Finsko             | 9.04                               |
| Francie            | 11.26                              |
| Island             | 8.47                               |
| Irsko              | 6.93                               |
| Itálie             | 8.67                               |
| Izrael             | 7.52                               |
| Japonsko           | 10.95                              |
| Jižní Korea        | 7.56                               |
| Kanada             | 10.79                              |
| Kolumbie           | 7.64                               |
| Litva              | 6.57                               |
| Lotyšsko           | 6.19                               |
| Lucembursko        | 5.29                               |
| Maďarsko           | 6.70                               |
| Mexiko             | 5.37                               |
| Německo            | 11.43                              |
| Nizozemsko         | 9.97                               |
| Nový Zéland        | 9.21                               |
| Norsko             | 10.05                              |
| Polsko             | 6.33                               |
| Portugalsko        | 9.41                               |
| Rakousko           | 10.33                              |
| Řecko              | 7.72                               |
| Slovensko          | 6.69                               |
| Slovinsko          | 8.30                               |
| Spojené království | 10.00                              |
| Španělsko          | 8.98                               |
| Švédsko            | 10.90                              |
| Švýcarsko          | 11.88                              |
| Turecko            | 4.12                               |
| USA                | 16.89                              |

### Sociální výdaje
Jedna z největších částí veřejných výdajů je vynaložena na sociální účely. Patří mezi ně sociální dávky, úlevy na daních, fondy sociálního zabezpečení, důchody aj. Většina vyspělých zemí totiž usiluje o to, aby jejich stát byl sociální a zajistil všem občanům blahobyt a podmínky pro služné žití.
| Země               | Sociální výdaje jako % HDP |
| ------------------ | -------------------------- |
| Austrálie          | 18.8                       |
| Belgie             | 29.2                       |
| Česko              | 19.5                       |
| Chile              | 11.2                       |
| Dánsko             | 28.8                       |
| Estonsko           | 17.0                       |
| Finsko             | 30.6                       |
| Francie            | 31.7                       |
| Island             | 15.7                       |
| Irsko              | 17.0                       |
| Itálie             | 28.9                       |
| Izrael             | 16.0                       |
| Jižní Korea        | 10.1                       |
| Kanada             | 17.2                       |
| Litva              | 22.3                       |
| Lotyšsko           | 14.4                       |
| Lucembursko        | 22.2                       |
| Maďarsko           | 20.7                       |
| Německo            | 25.0                       |
| Nizozemsko         | 22.3                       |
| Nový Zéland        | 19.7                       |
| Norsko             | 23.9                       |
| Polsko             | 19.4                       |
| Portugalsko        | 24.1                       |
| Rakousko           | 28.0                       |
| Řecko              | 26.4                       |
| Slovensko          | 19.4                       |
| Slovinsko          | 22.4                       |
| Spojené království | 21.5                       |
| Španělsko          | 25.4                       |
| Švédsko            | 26.7                       |
| Švýcarsko          | 19.6                       |
| USA                | 19.0                       |

### Obrana
Častým tématem médií jsou také výdaje na obranu. Členové NATO by měli do roku 2024 docílit 2 procent výdajů na obranu k HDP. Mnohým z nich se to však doposud nedaří.
| Země               | Výdaje na obranu jako % HDP |
| ------------------ | --------------------------- |
| Albánie            | 1.47                        |
| Belgie             | 1.10                        |
| Bulharsko          | 1.93                        |
| Česko              | 1.43                        |
| Chorvatsko         | 1.87                        |
| Dánsko             | 1.47                        |
| Estonsko           | 2.38                        |
| Francie            | 2.11                        |
| Itálie             | 1.43                        |
| Kanada             | 1.45                        |
| Litva              | 2.28                        |
| Lotyšsko           | 2.32                        |
| Lucembursko        | 0.64                        |
| Maďarsko           | 1.33                        |
| Černá Hora         | 1.91                        |
| Německo            | 1.57                        |
| Nizozemsko         | 1.48                        |
| Norsko             | 2.03                        |
| Polsko             | 2.30                        |
| Portugalsko        | 1.63                        |
| Rumunsko           | 2.38                        |
| Řecko              | 2.58                        |
| Severní Makedonie  | 1.27                        |
| Slovensko          | 1.86                        |
| Slovinsko          | 1.20                        |
| Spojené království | 2.43                        |
| Španělsko          | 1.16                        |
| Turecko            | 1.91                        |
| USA                | 3.87                        |